# Rooms-Katholieke Volkspartij

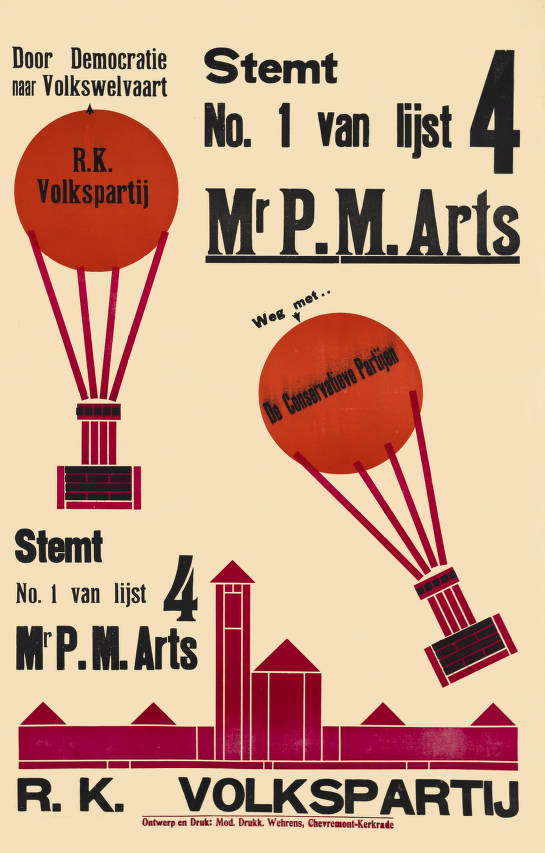
Affiche van de RKVP uit 1933

Rooms-Katholieke Volkspartij (RKVP) was een Nederlandse politieke partij. De partij werd in december 1922 opgericht door Pius Arts. Ze week op moraal-ethisch vlak nauwelijks af van de Roomsch-Katholieke Staatspartij (RKSP), maar toonde zich vooral op sociaal vlak een vooruitstrevende, links-katholieke partij. De RKVP zette zich in voor extra steun voor grote gezinnen en keerde zich onder andere tegen stijging van de prijzen van levensmiddelen en huren.
De partij kon rekenen op de steun van de katholieke arbeiders uit Tilburg en omstreken (Arts kwam daar zelf ook vandaan).
Van 1925 tot 1929 was Pius Arts voor de RKVP lid van de Tweede Kamer. Hij steunde ontwapeningsvoorstellen van de linkse partijen (VDB, SDAP en CDU).
In 1933 fuseerde de RKVP met de linkse Katholiek Democratische Bond van Johannes Veraart en kreeg de naam Katholiek Democratische Partij (KDP). Deze partij was van 1933 tot 1937 in de persoon van opnieuw Pius Arts in de Tweede Kamer vertegenwoordigd.
De KDP werd in 1939 opgeheven.